# صدرا روحانی
سید صدرا روحانی رانکوهی (۷ خرداد ۱۳۱۸ – ۷ خرداد ۱۴۰۳) شاعر و داروساز اهل گیلان ایران بود. او تحصیلات ابتدایی را در زادگاهش رودسر و دوره متوسطه را در مدارس حکیم نظامی قم و بوعلی تهران به پایان رساند و در دوران تحصیل در قم شاگرد دکتر سید حسن سادات ناصری بود و از او پیرامون شناخت مفاهیم شعر کهن پارسی بهره گرفت. صدرا روحانی دکترای داروسازی خود را در ۱۳۴۳ از دانشگاه تبریز اخذ کرد. وی از داروسازان به‌نام استان گیلان است که داروخانهٔ شفا را در لاهیجان از سال ۱۳۴۶ تأسیس کرد
روحانی در سال ۱۳۵۰ با مینا صوفی سیاوش ازدواج کرد که برخی از اشعارش را به او تقدیم کرده است. 
فعالیت‌های ادبی او از اواخر دههٔ ۱۳۴۰ با شرکت در شب‌های شعر گیلان و برنامه‌های رادیویی و تلویزیونی آغاز گردید. وی از دههٔ ۱۳۶۰ غزلیات خود را در مجموعه‌های ادبی نظیر غزاله‌های غزل و نامه باران و نشریاتی نظیر نقش و قلم، کادح، کادوس، فضلیت، سلام، کارگزاران و گیلان امروز چاپ کرد. اولین مجموعه اشعار مستقل او با نام «گیسوان خواهری بید» در سال ۱۳۷۶ به‌چاپ رسید که با اقبال مخاطبان مواجه گردید به گونه‌ای که نوگرایی خاص اشعار او مورد توجه منتقد ادبی مجله کارنامه قرار گرفت.
دومین مجموعه شعرش با عنوان "آقا معلم" منظومه‌ای تمثیلی دربارهٔ مقام آموزگار است. مهم‌ترین مجموعه غزلیات او ماه شقایق گلو نام دارد که در سال ۱۳۹۲ توسط نشر ثالث به چاپ رسید. روحانی علاوه بر اشعار کلاسیک و نو منظومه‌ای به زبان گیلکی تحت عنوان سل تی تی سروده که مورد توجه علاقه‌مندان ادبیات فولکلور گیلان بوده است. فریدون نوزاد، پژوهندهٔ ادبیات گیلان، این منظومه را شاهکاری در ادبیات بومی ارزیابی کرده است. در اواخر دههٔ ۴۰ شمسی سَل تی تی بارها در رادیوی گیلان در همان زمان پخش شد و در اوایل انقلاب نیز به معروفیت بیشتری رسید. 
روحانی رانکوهی علاوه بر سرایش اشعار کلاسیک در زمینهٔ شعر نو نیز آثاری دارد که بخشی از آن‌ها در مجموعهٔ خرده‌سفال‌ها به چاپ رسیده است. گرفتار بودن آخرین مجموعه شعر وی است که توسط نشر اقلیما به چاپ رسیده است.
روحانی همچنین سابقهٔ فعالیت در مطبوعات و رادیو، در جایگاه منتقد ادبی دارد. وی در اوایل دههٔ ۱۳۵۰ رئیس شورای شهر لاهیجان نیز بوده است.

## ویژگی آثار
غزلیات صدرا روحانی رانکوهی با نقدهای مختلفی همراه بوده است. برخی از منتقدین او را غزلسرایی می‌دانند که به شیوهٔ خاص و منحصر به فردی می‌سراید، و نگاهش طراوت خاصی دارد اما (به‌طور کلی) تعبیر و تفسیر اشعارش دشوار است. سیروس شمیسا در کتاب کهن‌جامه (۱۳۷۹) غزلهای او را نمونه خاصی از غزل نو می داند که در قالبی کهن سبکی جدید می آفرینند و پاره ای از تشبیهاتش به قول ریفاتر نامنتظر است. از سویی دیگر برخی هم معتقدند که تصاویر گاه دور از ذهن و تتابع اضافات در اشعار روحانی رانکوهی علیرغم زیباییِ شکلی برای مخاطبین به سختی قابل هضم است.
فریدون نوزاد، پژوهندهٔ ادبیات گیلان، منظومهٔ  سَل تی تی از روحانی را همچون اثر نمونه و ماندگاری در ادبیات بومی ارزیابی کرده است.
کامیار عابدی او را غزل‌سرای موفقی می‌خواند و معتقد است او به دلیل دوری از پایتخت و حضور نداشتن در محافل ادبی، شهرت نیافته است.
ماهنامهٔ پژوهشی و علوم انسانی «ره آورد گیل» در شمارهٔ مهر و آبان ۱۳۹۹ ویژه‌نامه‌ای دربارهٔ آثار روحانی منتشر کرد.

پس از وفات دکتر صدرا روحانی در خرداد ۱۴۰۳، سیروس شمیسا برای ایشان سوگنامه‌ای منتشر کرد و در بخشی از آن نوشت:
جای بسی تأسف است که گیلان یکی از شاعران بسیار خوب خود را از دست داده است. او ذهنی نواندیش داشت. این نواندیشی، علاوه‌بر مضمون و محتوا، در زبان اشعار او (چه نو و چه کهن) به‌خوبی منعکس است. هرچند یادگارهای بسیار از او در کتاب‌هایش برای ما مانده است، اما هیچ‌چیز جای نبودن خود او را نمی‌گیرد. او همواره در راه جادهٔ تعالی و تکامل شعری، که راهی پرپیچ وخم است، به سوی جلو در حرکت بود.

## کتاب‌های شعر
1. غزاله‌های غزل (۱۳۷۱) مجموعه غزل گیلان، به کوشش رحمت موسوی (۱۹ غزل)
2. گیسوان خواهری بید؛ نشر سایه (۱۳۷۶) [۲۱]
3. ترانه‌های نیم‌روز، گزیده‌اشعار گیلان (۱۳۸۹)، به کوشش فرامرز محمدی‌پور، نشر سورهٔ مهر (۴ غزل) [۲۲]
4. آقا معلم؛ نشر سایه (۱۳۸۰) [۲۳]
5. ماه شقایق گلو؛ نشر ثالث (۱۳۹۱) [۲۴]
6. خرده سفالها؛ نشر بلور (۱۴۰۱) [۱۱]
7. گرفتارِ بودن؛ نشر اقلیما (۱۴۰۲) [۲۵]

## نمونه‌ای از اشعار
غزال می‌رسی! آن گاه چشم می‌مانی!
غنایم همه رازها به افشانی
چو عشق شرم نداری شراب می‌خندی
به گرم تازترین آفتاب عریانی
ز بختِ خویش فرا میشوی به وجدِ سپید
که برفْ برفْ بباری به من پریشانی
تو نرگسانه دچاری به سِلکِ خویشتنت
و من گسسته‌ترین جرزهای ویرانی
کجاست مرمری خواب‌های شیرآلود
و میزبانی آن چشم‌های عمّانی